# Тпіг
Тпіг  — село, адміністративний центр Агульського району Дагестану.
У селі знаходиться старовинна мечеть сбудована за проектом Абу Мусліма. Згідно з переказами, він особисто закладав фундамент для її мінарету. У зв'язку з цим деякі вчені вважають, що на ті часи село Тпіг було центром невеличкого феодального володіння.
Наприкінці 14 ст. село було до основи зруйноване після походу Тамерлана на Дагестан. У 30-х роках 18 ст. Тпіг знову піддався повній розрусі після нашестя Надір-шаха.
| Росія | Це незавершена стаття з географії Росії. Ви можете допомогти проєкту, виправивши або дописавши її. |